# Liste des atolls et îles des Maldives
Cette page contient des caractères et des mots thâna comme ހ ou ފ. En cas de problème, consultez l’article Thâna ou testez votre navigateur.
Cet article concerne les atolls au sens géographique. Pour les entités administratives nommées elles aussi « atolls », voir Subdivision administrative des Maldives.

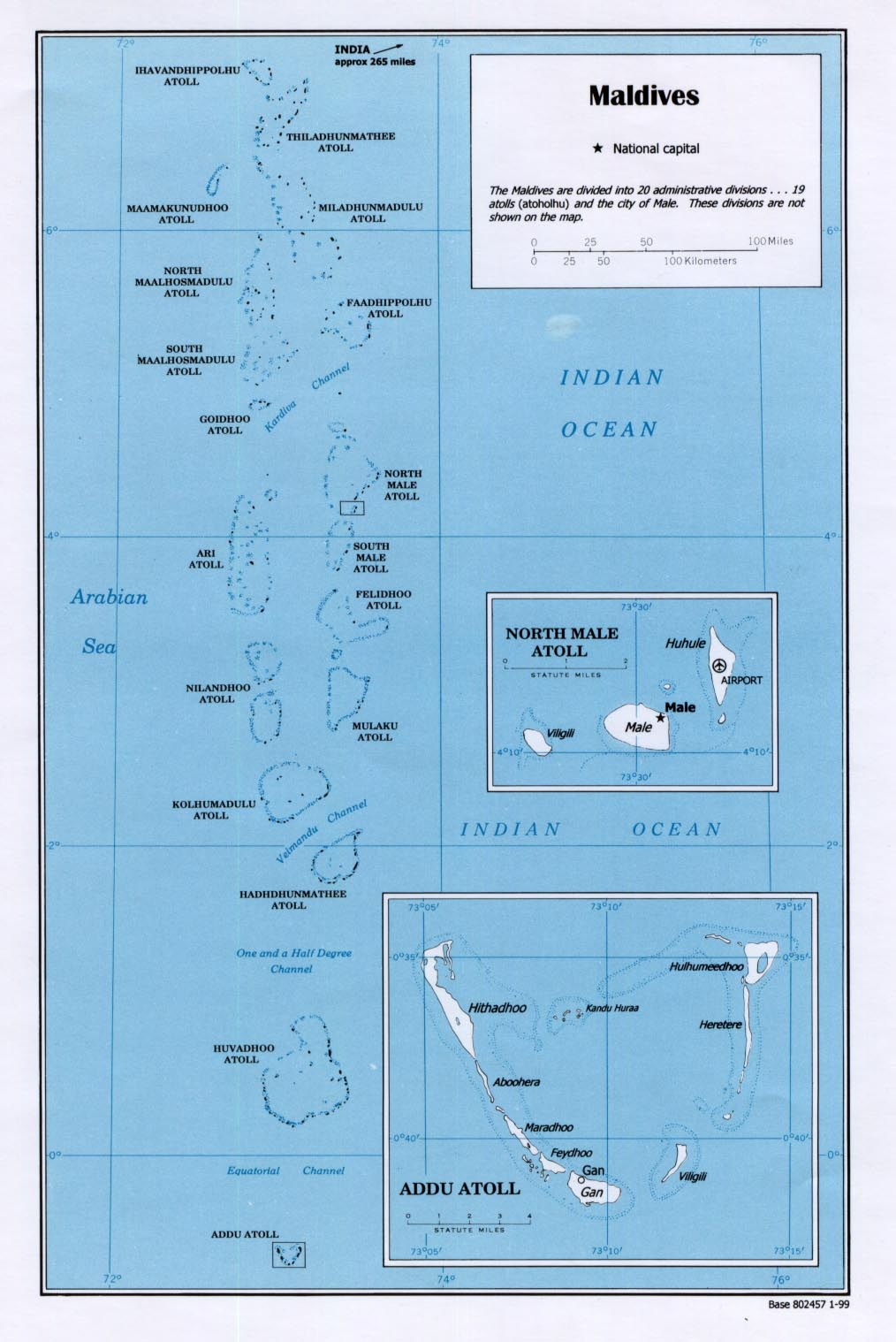
Carte des atolls des Maldives.

Cet article présente la liste des atolls et îles des Maldives. Les atolls des Maldives forment la majorité des terres émergées de cet État de l'océan Indien. L'État insulaire comprend 20 atolls naturels se composant d'un total de 1 192 îles dont 187 sont inhabitées et trois sont isolées — Kaashidhoo, Thoddoo et Fuvammulah. Ces terres sont complétées par l'atoll non émergé du récif Vattaru pour former l'ensemble du territoire des Maldives. Le découpage administratif des Maldives se compose de 20 subdivisions qui sont appelées « atolls » et qui sont parfois formées d'un seul atoll, le découpage administratif se superposant alors à l'unité géographique. À l'exception de celui d'Addu, tous les atolls se trouvent dans l'hémisphère nord.
| Atoll géographique | Atoll administratif        |
| ------------------ | -------------------------- |
| Addu               | Seenu                      |
| Alifushi           | Raa                        |
| Ari                | Alif Alif et Alif Dhaal    |
| Faadhippolhu       | Lhaviyani                  |
| Felidhu            | Vaavu                      |
| Gaafaru            | Kaafu                      |
| Goidhoo            | Baa                        |
| Hadhdhunmathi      | Laamu                      |
| Huvadhu            | Gaafu Alif et Gaafu Dhaalu |
| Ihavandippolhu     | Haa Alifu                  |
| Kolhumadulu        | Thaa                       |
| Maalhosmadulu Nord | Raa                        |
| Maalhosmadulu Sud  | Baa                        |
| Makunudhoo         | Haa Dhaalu                 |
| Malé Nord          | Kaafu et Malé              |
| Malé Sud           | Kaafu                      |
| Miladummadulu      | Shaviyani et Noonu         |
| Mulaku             | Meemu                      |
| Nilandhe Nord      | Faafu                      |
| Nilandhe Sud       | Dhaalu                     |
| Rasdu              | Alif Alif                  |
| Thilandhunmathi    | Haa Alifu et Haa Dhaalu    |

## Liste des îles par atoll et subdivision administrative

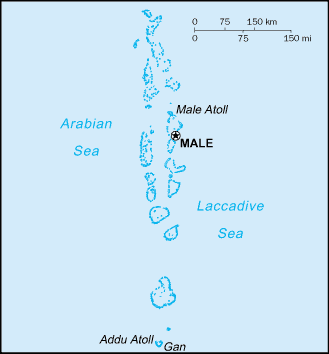
Carte des Maldives.

Les îles des Maldives sont au nombre d'environ 1 190 au total. Elles sont listées par subdivision administrative et/ou atoll. Ces îles peuvent être par ailleurs classées de la façon suivante :
- Îles habitées. Celles qui sont officiellement reconnues comme villes, villages et communautés agricoles et de pêcheurs avec un habitat permanent. Elles disposent toutes d'une administration de référence et d'un responsable locaux  (conseiller et katheeb)[3] ;
- Îles non habitées. Ces îles ne disposent pas d'un habitat permanent. Elles sont parfois utilisée comme ressource agricole ou industrielle, ou plus récemment pour des hôtels touristiques (Resorts) ou des lieux de piqueniques réguliers. Ce sont généralement aussi des sanctuaires pour la faune et la flore sauvage, terrestres ou marine, et des lieux de naissance pour oiseaux ou tortues ;

À noter qu'historiquement l'atoll de Minicoy a fait partie des Maldives, et en constituait le territoire le plus septentrional. Il fait dorénavant partie du territoire indien des Lacquedives, dont il est le territoire le plus méridional.
Plusieurs termes en divehi renvoient à la signification « île », que l'on retrouve régulièrement dans le nom de celles-ci,. :
- Dhoo (ދޫ) : île ;
- Faru (ފަރު) : récif exposé à marée-basse ;
- Finolhu (ފިނޮޅު) : banc de sable, île sans ou avec quelques cocotiers ;
- Fushi (ފުށި) : grande île sur l'extérieur de l'atoll ;
- Gan (ގަން) : île large ;
- Giri (ގިރި) : récif immergé ;
- Huraa (ހުރާ) : île rocheuse ;
- Varu (ވަރު) : domaine ou extension.

La géographie de ces basses-îles évoluant régulièrement, le nom ne témoigne pas nécessairement de leur état actuel.
La liste ci-dessous est ordonnée par les atolls administratifs. Les atolls géographiques sont renseignés entre parenthèses.

### Haa Alifu(HA) (Atoll Ihavandippolhuetatoll Thilandhunmathiseptentrional)

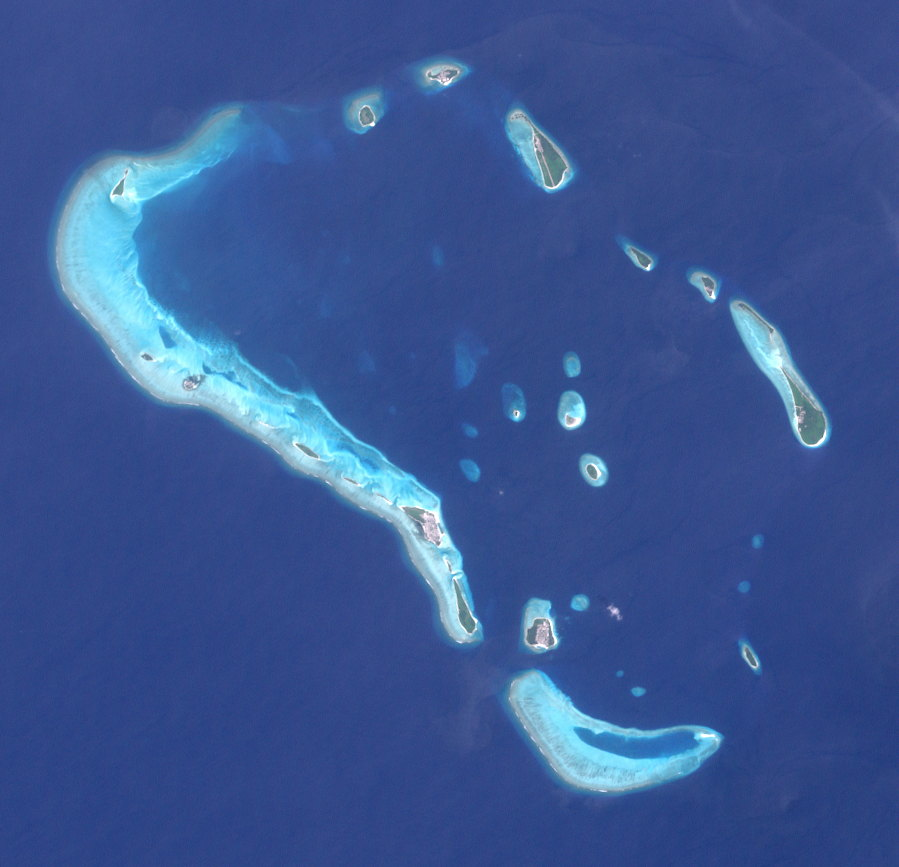
L'Atoll Ihavandippolhu.

#### Îles habitées

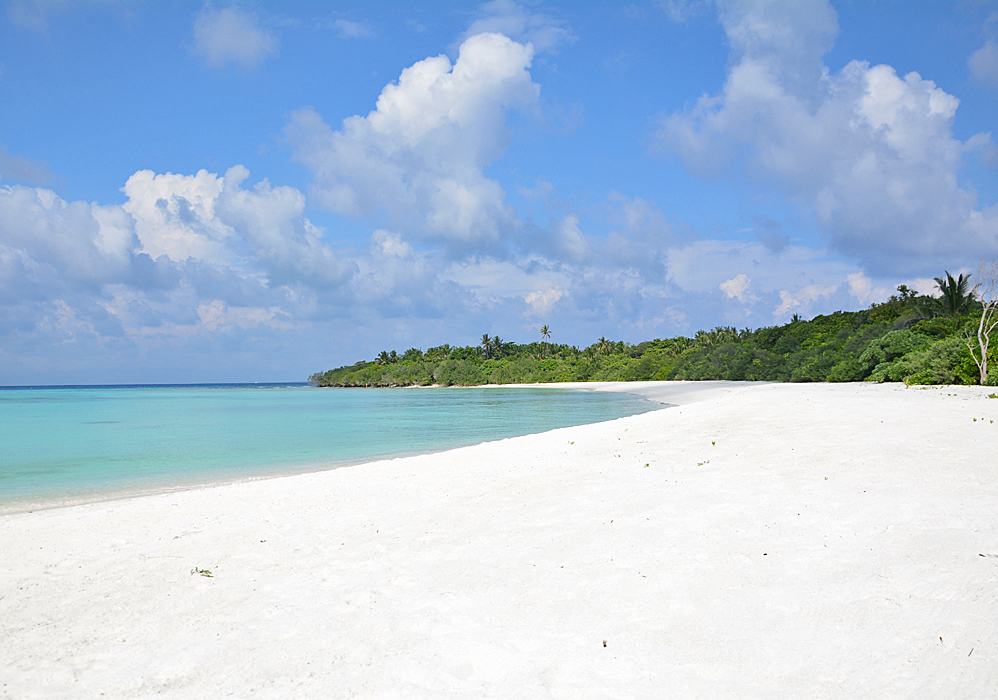
Côte nord d'Hanimaadhoo.

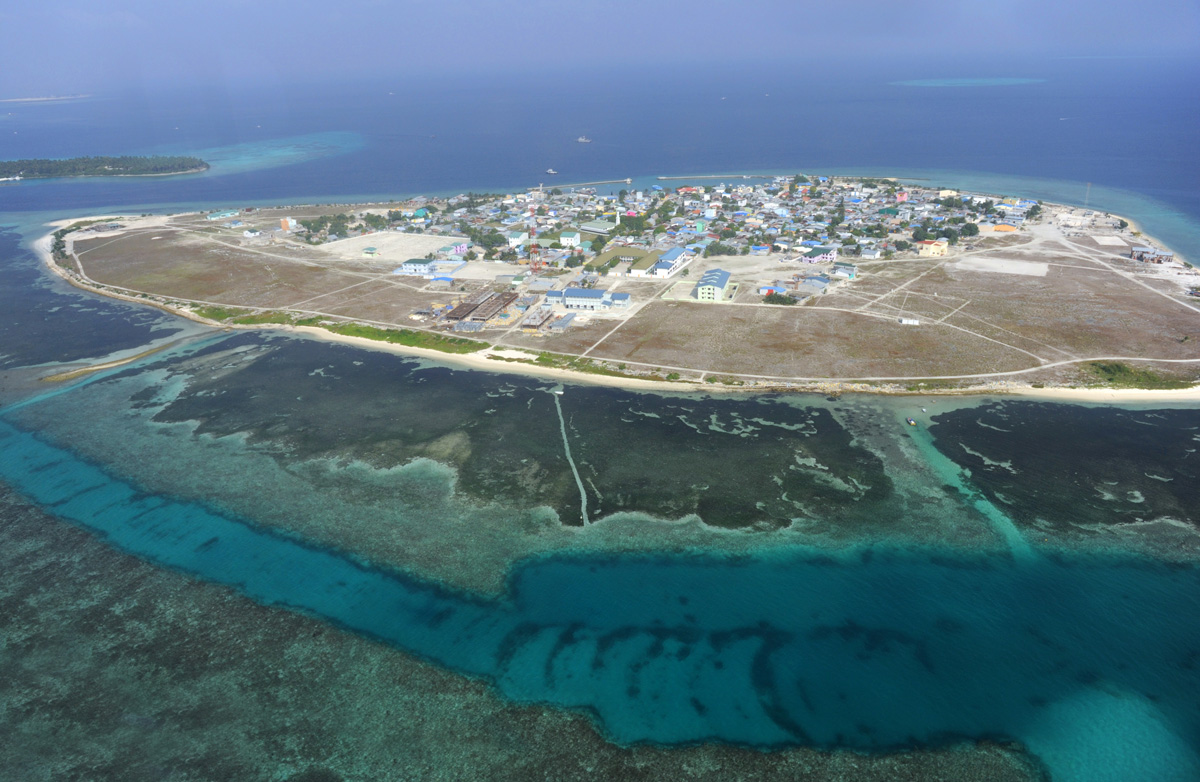
Naifaru

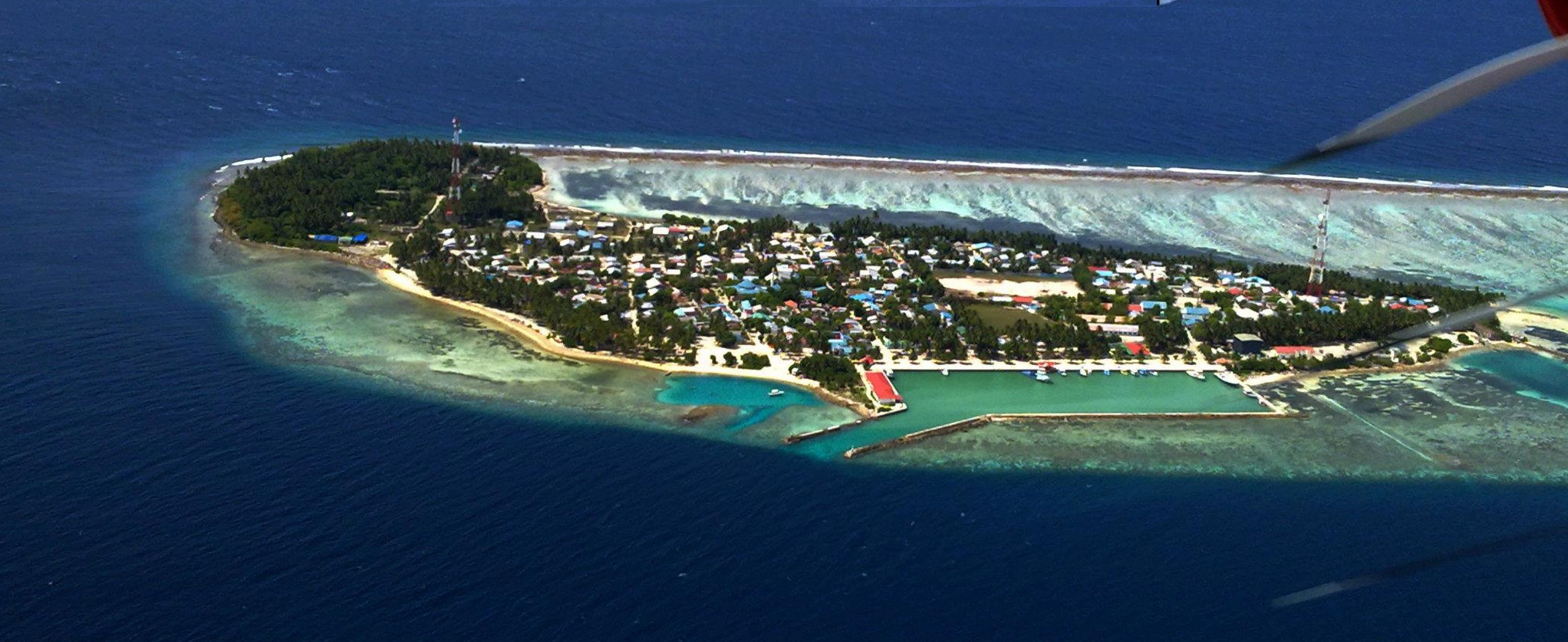
L'île de Guraidhoo (Maldives, atoll de Thaa).

- Baarah (en)
- Dhidhdhoo (capitale de Haa Alifu)
- Filladhoo (en)
- Hoarafushi (en)
- Ihavandhoo (en)
- Kelaa (en)
- Maarandhoo (en)
- Mulhadhoo (en)
- Muraidhoo (en)
- Thakandhoo (en)
- Thuraakunu (en)
- Uligan (en)
- Utheemu (en)
- Vashafaru (en)

#### Îles non habitées

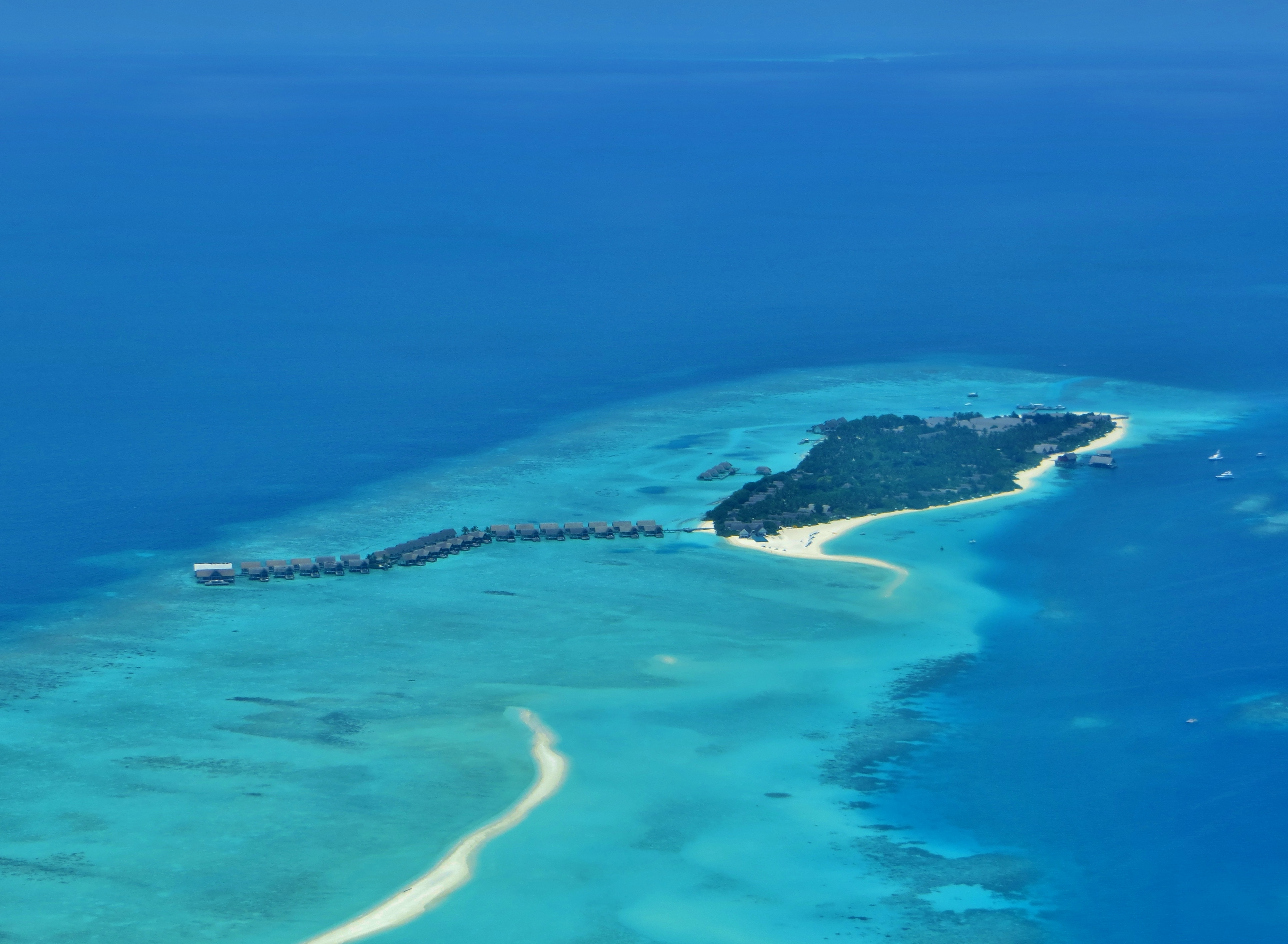
L'île-hôtel de Landaa Giraavaru (Maldives, atoll de Baa).

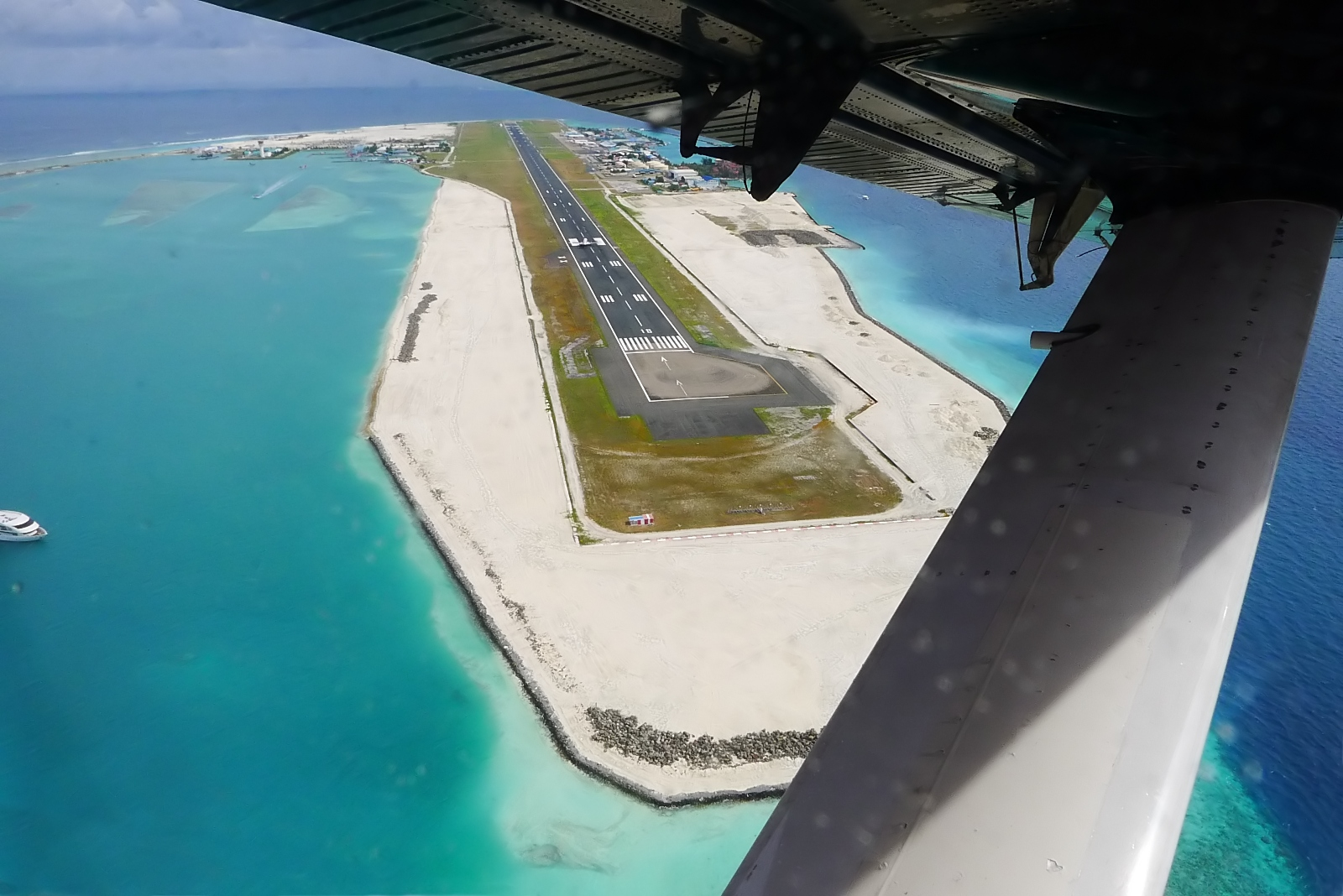
L'aéroport international de Malé, sur Hulhulé.

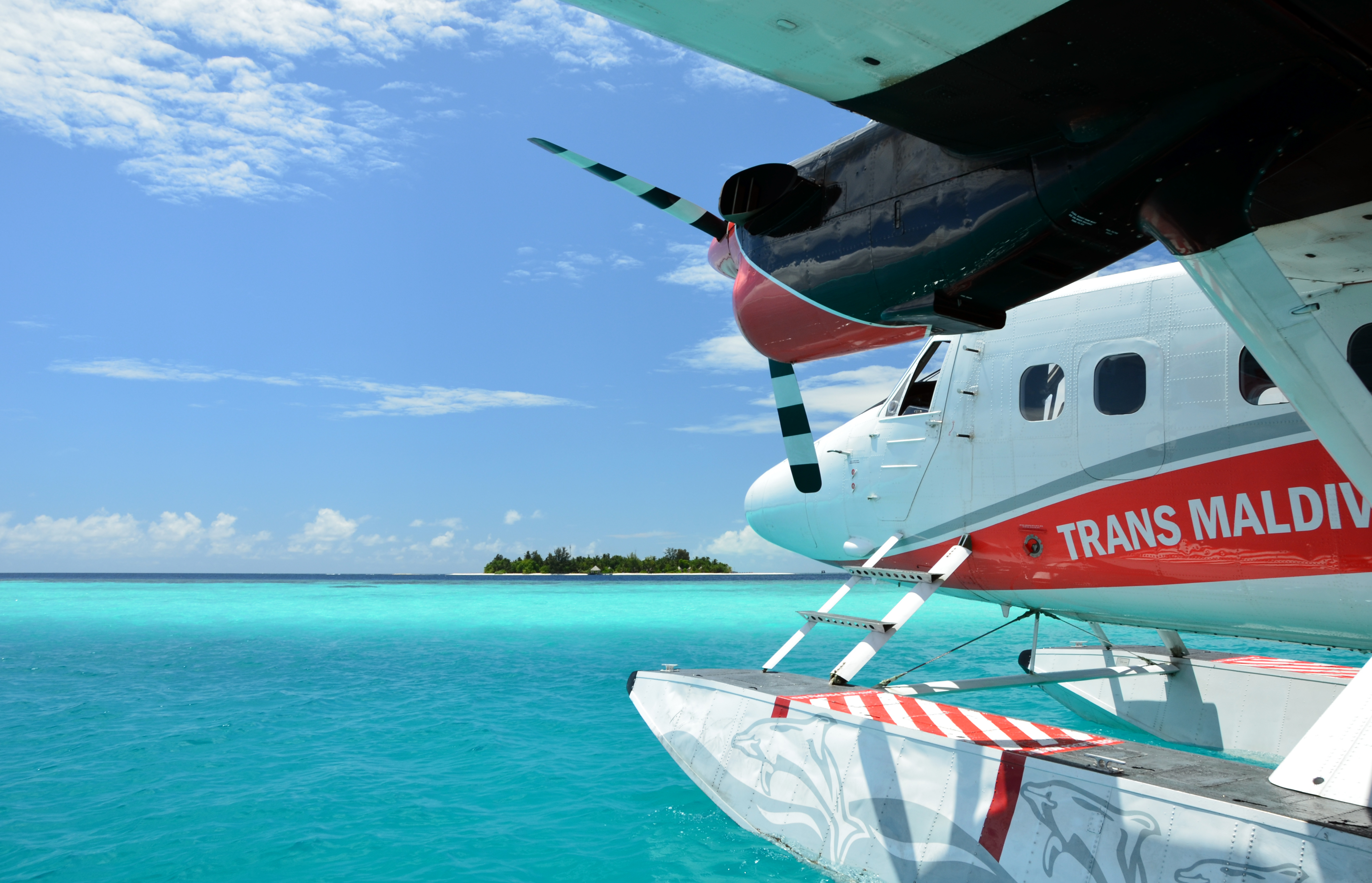
Île de Bathalaa

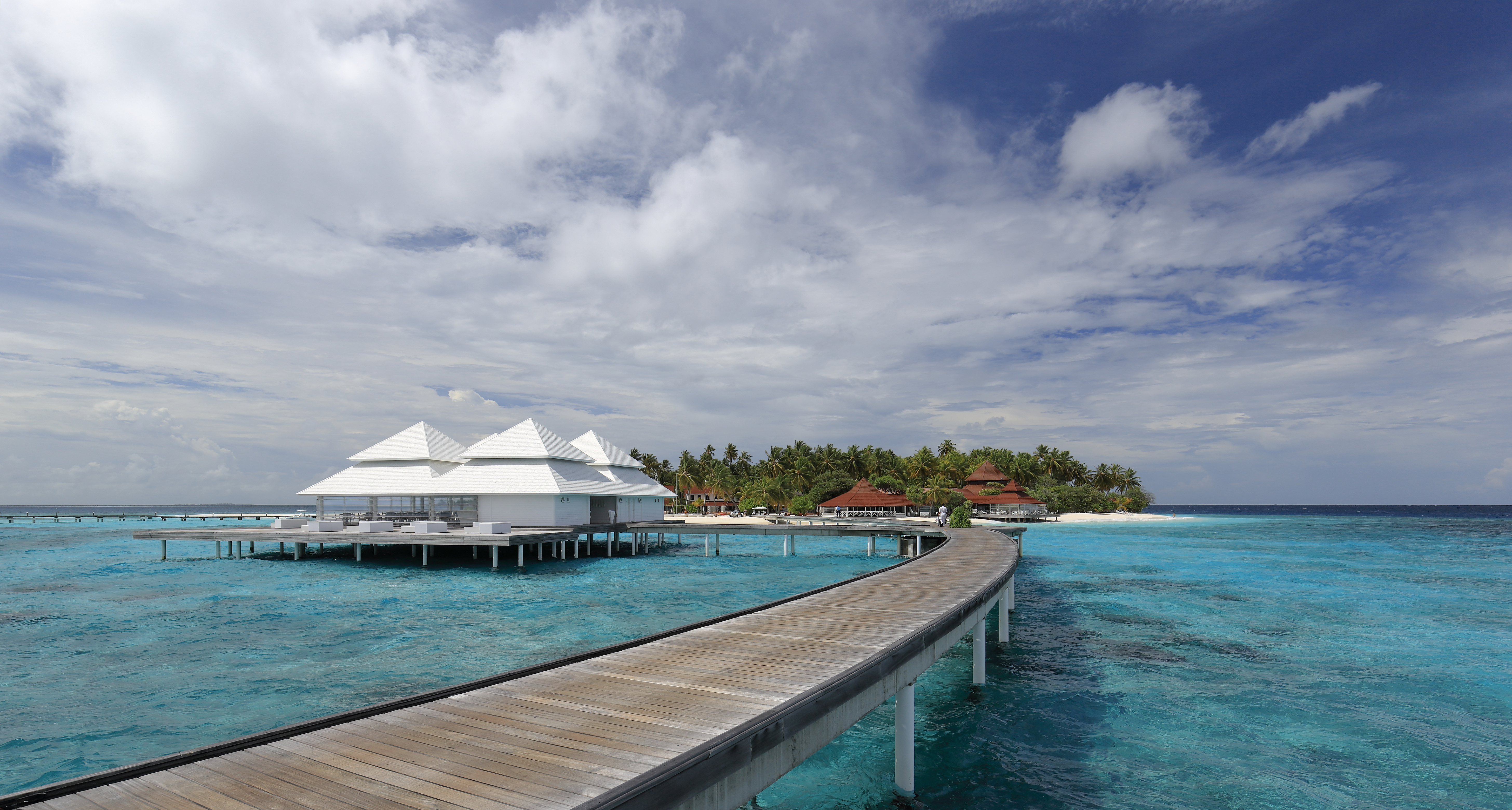
L'île-hôtel de Thundufushi dans l'atoll Ari.

- Alivaadhoo
- Alidhuffarufinolhu
- Beenaafushi
- Berinmadhoo (en)
- Dhapparu
- Dhapparuhuraa
- Dhigufaruhuraa
- Dhonakulhi
- Gaafushi
- Gaamathikulhudhoo
- Gallandhoo
- Govvaafushi
- Hathifushi (en)
- Huraa
- Huvahandhoo
- Innafinolhu
- Kudafinolhu
- Maafahi
- Maafinolhu
- Madulu
- Manafaru (en)
- Matheerah
- Medhafushi
- Mulidhoo
- Naridhoo
- Umaraiffinolhu
- Ungulifinolhu
- Vagaaru
- Velifinolhu

### Haa Dhaalu(HDh) (Atoll Makunudhooetatoll Thilandhunmathiméridional)

#### Îles habitées
- Hanimaadhoo
- Finey (en)
- Naivaadhoo (en)
- Nolhivaranfaru (en)
- Nellaidhoo (en)
- Nolhivaram (en)
- Kurinbi (en)
- Kulhudhuffushi (capitale de Haa Dhaalu et de la province de Mathi-Uthuru)
- Kumundhoo (en)
- Neykurendhoo (en)
- Vaikaradhoo (en)
- Makunudhoo
- Hirimaradhoo (en)

#### Îles non habitées
- Bodunaagoashi
- Dafaru Fasgandu
- Dhorukanduhuraa
- Faridhoo
- Fenboahuraa
- Hirinaidhoo
- Hondaafushi
- Hondaidhoo
- Innafushi
- Kamana
- Kattalafushi
- Kaylakunu
- Kudamuraidhoo
- Kudanaagoashi
- Kurinbi
- Maavaidhoo
- Muiri
- Rasfushi
- Ruffushi
- Vaikaramuraidhoo
- Veligandu
- Dhipparafushi
- Kunburudhoo (en) (précédemment habitée)

### Shaviyani(Sh) (Atoll Miladummaduluseptentrional)

#### Îles habitées
- Bileffahi (en)
- Feevah (en)
- Feydhoo (en)
- Foakaidhoo (en)
- Funadhoo (en) (capitale  de Shaviyani)
- Goidhoo (en)
- Kanditheemu (en)
- Komandoo (en)
- Lhaimagu (en)
- Maaungoodhoo (en)
- Maroshi (en)
- Milandhoo (en)
- Narudhoo (en)
- Noomaraa (en)

#### Îles non habitées
- Bis Huraa
- Dhigu Rah
- Dhiguvelldhoo
- Dholhiyadhoo
- Dholhiyadhoo Kudarah
- Dhonveli-huraa
- Ekasdhoo
- Eriyadhoo
- Farukolhu
- Fushifaru
- Firunbaidhoo (en)
- Gaakoshinbi
- Gallaidhoo
- Hirubadhoo
- Hurasfaruhuraa
- Kabaalifaru
- Keekimini
- Killissafaruhuraa
- Kudalhaimendhoo
- Madidhoo
- Madikurendhdhoo
- Mathikomandoo
- Maakandoodhoo (en)
- Medhurah
- Medhukunburudhoo
- Migoodhoo
- Naainfarufinolhu
- Nalandhoo
- Naruibudhoo
- Neyo
- Vagaru

### Noonu(N) (Atoll Miladummaduluméridional)

#### Îles habitées
- Foddhoo
- Henbadhoo
- Holhudhoo (en)
- Kendhikolhudhoo (en)
- Kudafari (en)
- Landhoo (en)
- Lhohi (en)
- Maafaru (en)
- Maalhendhoo (en)
- Magoodhoo (en)
- Manadhoo (capitale de Noonu)
- Miladhoo (en)
- Velidhoo (en)

#### Îles non habitées
- Badadhidhdhoo
- Bodufushi
- Bodulhaimendhoo
- Bomasdhoo
- Burehifasdhoo
- Dheefuram
- Dhelibehuraa
- Dhekenanfaru
- Dhigurah
- Dhonaerikandoodhoo
- Ekulhivaru
- Farumuli
- Felivaru
- Fodhidhipparu
- Fushivelavaru
- Gallaidhoofushi
- Gemendhoo
- Goanbilivaadhoo
- Holhumeedhoo
- Huivani
- Hulhudhdhoo
- Huvadhumaavattaru
- Iguraidhoo
- Kuddarah
- Kadimmahuraa
- Kalhaidhoo (en)
- Karimma
- Kedhivaru
- Koalaa
- Kolhufushi
- Kudafunafaru
- Kudafushi
- Kunnamaloa
- Kuramaadhoo
- Kuredhivaru
- Loafaru
- Maafunafaru
- Maakurandhoo
- Maavelavaru
- Medhafushi
- Medhufaru
- Minaavaru
- Orimasvaru
- Orivaru
- Raafushi
- Raalulaakolhu
- Randheli
- Thanburudhoo
- Thaburudhuffushi
- Tholhendhoo
- Thoshigadukolhu
- Vattaru
- Vavathi
- Vihafarufinolhu

### Raa(R) (Atoll Maalhosmadulu Nordetatoll Alifushi)

#### Îles habitées
- Alifushi
- Angolhitheemu (en)
- Fainu (en)
- Hulhudhuffaaru (en)
- Inguraidhoo (en)
- Innamaadhoo (en)
- Dhuvaafaru (en)
- Kinolhas (en)
- Maakurathu (en)
- Maduvvaree (en)
- Meedhoo (en)
- Rasgetheemu (en)
- Rasmaadhoo (en)
- Ungoofaaru (capitale de Raa)
- Vaadhoo (en)

#### Îles non habitées
- Aarah
- Arilundhoo
- Badaveri
- Bodufarufinolhu
- Bodufenmaaenboodhoo
- Bodufushi
- Boduhaiykodi
- Boduhuraa
- Ekurufushi
- Etthingili
- Dhigali
- Dhoragali
- Dheburidheythereyvaadhoo
- Dhikkurendhdhoo
- Dhinnaafushi
- Faarafushi
- Fasmendhoo
- Fenfushi
- Filaidhoo
- Fuggiri
- Furaveri
- Gaaudoodhoo
- Giraavaru
- Goyyafaru
- Goiymaru
- Guboshi
- Hiraveri
- Hulhudhoo
- Huruvalhi
- Ifuru
- Kandholhudhoo
- Kaddogadu
- Kothaifaru
- Kottafaru
- Kottefaru
- Kudafushi
- Kudahaiykodi
- Kudakurathu
- Kudalhosgiri
- Kudathulhaadhoo
- Kukulhudhoo
- Kuroshigiri
- Lhaanbugali
- Lhaanbugau
- Lhohi
- Liboakandhoo
- Lundhufushi
- Maafaru
- Maamigili (en)
- Maamunagaufinolhu
- Maanenfushi
- Maashigiri
- Madivaafaru
- Mahidhoo
- Meedhupparu (en)
- Muravandhoo
- Mullaafushi
- Neyo
- Thaavathaa
- Ugulu
- Uthurumaafaru
- Vaffushihuraa
- Vandhoo
- Veyvah
- Viligili
- Wakkaru

### Baa(B) (Atoll Goidhooetatoll Maalhosmadulu Sud)

#### Îles habitées
- Dharavandhoo (en)
- Dhonfanu (en)
- Eydhafushi (capitale de Baa)
- Fehendhoo
- Fulhadhoo
- Goidhoo
- Hithaadhoo (en)
- Kamadhoo (en)
- Kendhoo (en)
- Kihaadhoo (en)
- Kudarikilu (en)
- Maalhos (en)
- Thulhaadhoo (en)

#### Îles non habitées
- Ahivaffushi
- Aidhoo
- Anhenunfushi
- Bathalaa
- Bodufinolhu
- Boifushi
- Dhakendhoo
- Dhandhoo
- Dhigufaruvinagandu
- Dhunikolhu
- Enboodhoo
- Fehenfushi
- Finolhas
- Fonimagoodhoo
- Fulhadhoorah kairi finonolhu
- Funadhoo
- Gaagandufaruhuraa
- Gaavillingili
- Gemendhoo
- Hanifaru
- Hanifarurah
- Hibalhidhoo
- Hirundhoo
- Horubadhoo
- Hulhudhoo
- Innafushi
- Kanifusheegaathu finolhu
- Kanifushi
- Kashidhoogiri
- Keyodhoo
- Kihaadhufaru
- Kihavah-huravalhi
- Kudadhoo
- Kunfunadhoo
- Landaa Giraavaru
- Lunfares
- Maaddoo
- Maafushi
- Maamaduvvari
- Maarikilu
- Madhirivaadhoo
- Medhufinolhu
- Mendhoo
- Milaidhoo
- Miriandhoo
- Muddhoo
- Muthaafushi
- Nibiligaa
- Olhugiri
- Thiladhoo
- Ufuligiri
- Undoodhoo
- Vakkaru
- Velivarufinolhu
- Veyofushee
- Vinaneih-faruhuraa
- Voavah

### Lhaviyani(Lh) (Atoll Faadhippolhu)

#### Îles habitées
- Hinnavaru
- Kurendhoo (en)
- Maafilaafushi
- Naifaru (capitale de Lhaviyani)
- Olhuvelifushi (en)

#### Îles non habitées
Les côtes de la partie orientale de l'atoll, inhabitées, apparaissent avoir été considérablement modifiées ces dernières années : des îles ont disparu, d'autres sont apparues, d'autres encore ont fusionné (notamment en Diffushimaidhoo), ou ont été déplacées. Certains noms ont aussi été modifiés en conséquence.
- Aligau
- Bahurukabeeru
- Bodhuhuraa
- Bodufaahuraa
- Bodugaahuraa
- Dhiddhoo
- Dhirubaafushi
- Diffushi (fait désormais partie de Diffushimaidhoo)
- Faadhoo
- Fainuaadhamhuraa
- Fehigili
- Felivaru (capitale de la province d'Uthuru)
- Fushifaru
- Gaaerifaru
- Govvaafushi
- Hadoolaafushi
- Hiriyadhoo
- Hudhufushi
- Huravalhi
- Kalhumanjehuraa
- Kalhuoiyfinolhu
- Kanifushi
- Kanuhuraa
- Komandoo
- Kudadhoo
- Kuredhdhoo
- Lhohi
- Lhossalafushi
- Maabinhuraa
- Maafilaafushi
- Maavaafushi
- Madhiriguraidhoo
- Madivaru
- Maduvvari
- Diffushimaidhoo
- Mayyafushi
- Medhadhihuraa
- Medhafushi
- Meedhaahuraa
- Musleygihuraa
- Ookolhufinolhu
- Raiyruhhuraa
- Selhlhifushi
- Thilamaafushi
- Varihuraa
- Vavvaru
- Veligadu
- Veyvah
- Vihafarufinolhu

### Kaafu(K) (Atoll Gaafaru,atoll Malé Nord(sauf la ville deMaléelle-même),atoll Malé SudetKaashidhoo)

#### Îles habitées
- Dhiffushi (en)
- Gaafaru
- Gulhi (en)
- Guraidhoo (en)
- Himmafushi (en)
- Hulhumalé
- Huraa (en)
- Kaashidhoo
- Maafushi (en) (capitale de la province de Medhu-Uthuru)
- Thulusdhoo (capitale de Kaafu)
- Villingili

À noter que la ville de Malé elle-même, capitale des Maldives et se situant géographiquement au cœur de Kaafu, a sa propre subdivision.

#### Îles non habitées
- Aarah
- Akirifushi
- Asdhoo
- Baros
- Bandos
- Biyaadhoo
- Bodufinolhu
- Boduhithi
- Boduhuraa
- Bolifushi
- Dhigufinolhu
- Dhoonidhoo
- Ehrruh Huraa
- Enboodhoo
- Enboodhoofinolhu
- Eriyadhoo
- Farukolhufushi
- Feydhoofinolhu
- Fihalhohi
- Funadhoo
- Furanafushi
- Gasfinolhu
- Giraavaru
- Girifushi
- Gulheegaathuhuraa
- Helengeli
- Henbadhoo
- Hulhulé
- Huraagandu
- Ihuru
- Kagi (île)
- Kalhuhuraa
- Kandoomaafushi
- Kanduoiygiri
- Kanifinolhu
- Kanuhuraa
- Kodhipparu
- Kudabandos
- Kudafinolhu
- Kudahithi
- Kudahuraa
- Lankanfinolhu
- Lankanfushi
- Lhohifushi
- Lhosfushi
- Maadhoo
- Madivaru
- Mahaanaélhihuraa
- Makunudhoo
- Makunufushi
- Maniyafushi
- Medhufinolhu
- Meerufenfushi
- Nakachchaafushi
- Olhahali
- Olhuveli
- Oligandufinolhu
- Rannalhi
- Rasfari
- Thanburudhoo
- Thilafushi
- Thulhaagiri
- Vaadhoo
- Vaagali
- Vabbinfaru
- Vabboahuraa
- Vammaafushi
- Velassaru
- Velifaru
- Veliganduhuraa
- Vihamanaafushi
- Villingilimathidhahuraa
- Villingilivaru
- Ziyaaraiffushi

### Alif Alif(AA) (Atoll Ariseptentrional,atoll RasduetThoddoo)

#### Îles habitées
- Bodufolhudhoo (en)
- Feridhoo (en)
- Himandhoo (en)
- Maalhos (en)
- Mathiveri (en)
- Rasdhoo (en) (capitale d'Alif Alif)
- Thoddoo
- Ukulhas (en)
- Fesdhoo

#### Îles non habitées
- Alikoirah
- Bathalaa
- Beyrumadivaru
- Dhinnolhu Finolhu
- Ellaidhoo
- Etheramadivaru
- Fusfinolhu
- Fushi
- Gaagandu
- Gaathufushi
- Gangehi
- Halaveli
- Kandholhudhoo
- Kudafolhudhoo
- Kuramathi
- Maagaa
- Maayyafushi
- Madivarufinolhu
- Madoogali
- Mathivereefinolhu
- Meerufenfushi
- Mushimasgali
- Rasdhoo madivaru
- Velidhoo
- Veligandu
- Vihamaafaru

### Alif Dhaal(ADh) (Atoll Ariméridional)

#### Îles habitées
- Dhangethi (en)
- Dhiddhoo
- Dhigurah (en)
- Fenfushi (en)
- Hangnaameedhoo (en)
- Kunburudhoo (en)
- Maamigili (en)
- Mahibadhoo (en) (capitale d'Alif Dhaal)
- Mandhoo (en)
- Omadhoo (en)

#### Îles non habitées
- Alikoirah
- Angaagaa
- Ariadhoo
- Athurugau
- Bodufinolhu
- Bodukaashihuraa
- Bulhaaholhi
- Dhehasanulunboihuraa
- Dhiddhoofinolhu
- Dhiffushi
- Dhiggiri
- Enboodhoo
- Finolhu
- Gasfinolhu
- Heenfaru
- Hiyafushi
- Hukurudhoo
- Hurasdhoo
- Huruelhi
- Huvahendhoo
- Innafushi
- Kalhuhandhihuraa
- Kudadhoo
- Kudarah
- Maafushivaru
- Machchafushi
- Medhufinolhu
- Mirihi
- Moofushi
- Nalaguraidhoo
- Rahddhiggaa
- Rangali
- Rangalifinolhu
- Rashukolhuhuraa
- Theluveligaa
- Tholhifushi
- Thundufushi
- Vakarufalhi
- Vilamendhoo
- Villingili
- Villinglivaru

### Vaavu(V) (Atoll Felidhuetrécif Vattaru)

#### Îles habitées
- Felidhoo (en) (capitale de Vaavu)
- Fulidhoo (en)
- Keyodhoo (en)
- Rakeedhoo (en)
- Thinadhoo (en)

#### Îles non habitées
- Aarah
- Alimathaa
- Anbaraa
- Bodumohoraa
- Dhiggiri
- Foththeyobodufushi
- Fussfaruhuraa
- Hingaahuraa
- Hulhidhoo
- Kuda Anbaraa
- Kudhiboli
- Kunavashi
- Maafussaru
- Medhugiri
- Thunduhuraa
- Raggadu
- Ruhhurihuraa
- Vashugiri
- Vattaru

### Meemu(M) (Atoll Mulaku)

#### Îles habitées
- Mulah (en)
- Dhiggaru (en)
- Kolhufushi (en)
- Madifushi
- Maduvvaree (en)
- Muli (capitale de Meemu et de la province de Medhu)
- Naalaafushi (en)
- Raimmandhoo (en)
- Veyvah (en)

#### Îles non habitées
- Boahuraa
- Dhekunuboduveli
- Dhiththudi
- Erruh-huraa
- Fenboafinolhu
- Fenfuraaveli
- Gaahuraa
- Gasveli
- Gongalu Huraa
- Haafushi
- Hakuraahuraa
- Hurasveli
- Kekuraalhuveli
- Kudadhigandu
- Kurali
- Kudausfushi
- Maahuraa
- Maalhaveli
- Maausfushi
- Medhufushi
- Raabandhihuraa
- Seedhihuraa
- Seedhihuraaveligandu
- Thuvaru
- Uthuruboduveli
- Veriheybe

### Faafu(F) (Atoll Nilandhe Nord)

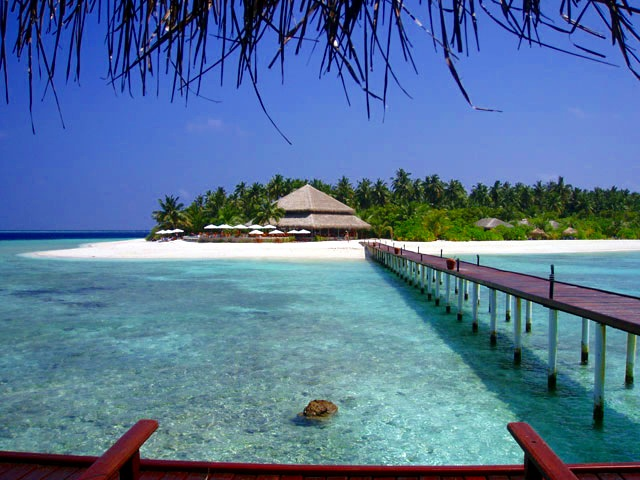
Filitheyo

#### Îles habitées
- Bileddhoo (en)
- Dharanboodhoo (en)
- Feeali (en)
- Magoodhoo (en)
- Nilandhoo (capitale de Faafu)

#### Îles non habitées
- Badidhiffusheefinolhu
- Dhiguvarufinolhu
- Enbulufushi
- Faanuvaahuraa
- Filitheyo
- Himithi
- Jinnathugau
- Kandoomoonufushi
- Maafushi
- Maavaruhuraa
- Madivaruhuraa
- Makunueri
- Minimasgali
- Villingilivarufinolhu
- Voshimasfalhuhuraa

### Dhaalu(D) (Atoll Nilandhe Sud)

#### Îles habitées
- Bandidhoo (en)
- Gemendhoo (en)
- Hulhudheli (en)
- Kudahuvadhoo (capitale de Dhaalu)
- Maaenboodhoo (en)
- Meedhoo (en)
- Rinbudhoo (en)
- Vaanee (en)

#### Îles non habitées
- Aloofushi
- Bodufushi
- Bulhalafushi
- Dhebaidhoo
- Dhoores
- Enboodhoofushi
- Faandhoo
- Gaadhiffushi
- Hiriyanfushi
- Hudhufusheefinolhu
- Hulhuvehi
- Issari
- Kandinma
- Kanneiyfaru
- Kedhigandu
- Kiraidhoo
- Lhohi
- Maadheli
- Maafushi
- Maagau
- Maléfaru
- Meedhuffushi
- Minimasgali
- Naibukaloabodufushi
- Olhufushi
- Olhuveli
- Thilabolhufushi
- Thinhuraa
- Uddhoo
- Valla
- Vallalhohi
- Velavaroo (Velavaru)
- Vonmuli

### Thaa(Th) (Atoll Kolhumadulu)

#### Îles habitées
- Burunee (en)
- Vilufushi (en)
- Madifushi (en)
- Dhiyamingili (en)
- Guraidhoo (en)
- Gaadhiffushi (en)
- Thimarafushi (en)
- Veymandoo (capitale de Thaa)
- Kinbidhoo (en)
- Omadhoo (en)
- Hirilandhoo (en)
- Kandoodhoo (en)
- Vandhoo (en)

#### Îles non habitées
- Bodufinolhu
- Bodurehaa
- Dhiffushi
- Dhonanfushi
- Dhururehaa
- Ekuruffushi
- Elaa
- Fenfushi
- Fenmeerufushi
- Fonaddoo
- Fondhoo
- Fonidhaani
- Fushi
- Gaalee
- Gaathurehaa
- Hathifushi
- Hikandhilohi
- Hiriyanfushi
- Hodelifushi
- Hulhiyanfushi
- Kaaddoo
- Kadufushi
- Kafidhoo
- Kakolhas
- Kalhudheyfushi
- Kalhufahalafushi
- Kandaru
- Kani
- Kanimeedhoo
- Kolafushi
- Kolhufushi
- Kudadhoo
- Kudakaaddoo
- Kudakibidhoo
- Kurandhuvaru
- Kuredhifushi
- Lhavaddoo
- Maagulhi
- Maalefushi
- Mathidhoo
- Medhafushi
- Olhudhiyafushi
- Olhufushi
- Olhufushi-finolhu
- Olhugiri
- Rihaamaafushi
- Ruhththibirah
- Thinkolhufushi
- Ufuriyaa
- Usfushi
- Vanbadhi

### Laamu(L) (Atoll Hadhdhunmathi)

#### Îles habitées
- Dhanbidhoo (en)
- Fonadhoo
- Gaadhoo
- Gan (en) (capitale de la province de Mathi-Dhekunu)
- Hithadhoo (en) (capitale de Laamu)
- Isdhoo (en)
- Kunahandhoo (en)
- Maabaidhoo (en)
- Maamendhoo (en)
- Maavah (en)
- Mundoo (en)

#### Îles non habitées
- Athahendha
- Berasdhoo
- Bileitheyrahaa
- Bodufenrahaa
- Bodufinolhu
- Boduhuraa
- Bodumaabulhali
- Bokaifushi
- Burrahaa
- Dhekunu Vinagandu
- Enberahaa
- Faés
- Fonagaadhoo
- Fushi
- Gasfinolhu
- Guraidhoo
- Haiythoshi
- Hanhushi
- Hedha
- Holhurahaa
- Hulhimendhoo
- Hulhisdhoo
- Hulhiyandhoo
- Kaddhoo
- Kalhuhuraa
- Kalhaidhoo (en)
- Kandaru
- Kashidhoo
- Kudafares
- Kudafushi
- Kudahuraa
- Kudakalhaidhoo
- Kudamaabulhali
- Kukurahaa
- Maakaulhuveli
- Maandhoo (en)
- Maaveshi
- Mahakanfushi
- Medhafushi
- Medhoo
- Medhufinolhu
- Medhuvinagandu
- Munyafushi
- Olhutholhu
- Olhuveli
- Thunburi
- Thundudhoshufushi Nolhoo/Thundudhoshufinolhu
- Uthuruvinagandu
- Uvadhevifushi
- Vadinolhu
- Veligandufinolhu
- Ziyaaraiffushi

### Gaafu Alif(GA) (Atoll Huvadhuseptentrional)

#### Îles habitées
- Dhaandhoo (en)
- Dhevvadhoo (en)
- Gemanafushi (en)
- Kanduhulhudhoo (en)
- Kolamaafushi (en)
- Kondey (en)
- Maamendhoo (en)
- Nilandhoo
- Villingili (en) (capitale de Gaafu Alif)

#### Îles non habitées
- Araigaiththaa
- Baavandhoo
- Baberaahuttaa
- Bakeiththaa
- Beyruhuttaa
- Beyrumaddoo
- Bihuréhaa
- Boaddoo
- Bodéhuttaa
- Budhiyahuttaa
- Dhevvalaabadhoo
- Dhevvamaagalaa
- Dhigémaahuttaa
- Dhigudhoo
- Dhigurah
- Dhiyadhoo (en)
- Dhonhuseenahuttaa
- Falhumaafushi
- Falhuverrehaa
- Farudhulhudhoo
- Fénéhuttaa
- Fenrahaa
- Fenrahaahuttaa
- Funadhoovillingili
- Funamaddoo
- Galamadhoo
- Haagevillaa
- Hadahaa
- Hagedhoo
- Heenamaagalaa
- Hirihuttaa
- Hithaadhoo
- Hithaadhoogalaa
- Hulhimendhoo
- Hunadhoo
- Hurendhoo
- Idimaa
- Innaréhaa
- Kalhehuttaa
- Kalhudhiréhaa
- Kanduvillingili
- Keesseyréhaa
- Kendheraa
- Koduhuttaa
- Kondeymatheelaabadhoo
- Kondeyvillingili
- Kudalafari
- Kuddoo
- Kudhébondeyyo
- Kudhéfehélaa
- Kudhéhuttaa
- Kureddhoo
- Lhossaa
- Maadhiguvaru
- Maaféhélaa
- Maagehuttaa
- Maakanaarataa
- Maamutaa
- Maarandhoo
- Maaréhaa
- Mahaddhoo (en)
- Maththidhoo
- Maththuréhaa
- Médhuburiyaa
- Médhuhuttaa
- Medhuréhaa
- Melaimu
- Meradhoo
- Minimensaa
- Munaagala
- Munandhoo
- Odagallaa
- Raaverrehaa
- Rinbidhoo
- Thinrukéréhaa
- Uhéréhaa
- Viligillaa
- Vodamulaa

### Gaafu Dhaalu(GDh) (Atoll Huvadhuméridional)

#### Îles habitées
- Fares-Maathodaa (en)
- Fiyoaree (en)
- Gadhdhoo (en)
- Hoandeddhoo (en)
- Madaveli (en)
- Nadellaa (en)
- Rathafandhoo (en)
- Thinadhoo (capitale de Gaafu Dhaalu et de la province de Medhu-Dhekunu)
- Vaadhoo (en)

#### Îles non habitées
- Aakiraahuttaa
- Athihuttaa
- Badéfodiyaa
- Barahuttaa
- Baulhagallaa
- Bodehuttaa
- Bodérehaa
- Bolimathaidhoo
- Dhékanbaa
- Dhérékudhéhaa
- Dhigérehaa
- Dhigulaabadhoo
- Dhinmanaa
- Dhiyanigillaa
- Dhonigallaa
- Dhoonirehaa
- Ehéhuttaa
- Ekélondaa
- Faahuttaa
- Faanahuttaa
- Faathiyéhuttaa
- Faréhulhudhoo
- Farukoduhuttaa
- Fatéfandhoo
- Femunaidhoo
- Fenevenehuttaa
- Féreythavilingillaa
- Fonahigillaa
- Gaazeeraa
- Gan (en)
- Gehémaagalaa
- Gehévalégalaa
- Golhaallaa
- Haadhoo
- Hadahaahuttaa
- Hakandhoo
- Handaidhoo
- Havoddaa
- Havodigalaa
- Hevaahulhudhoo
- Hiyanigilihuttaa
- Hoothodéyaa
- Hulheddhoo
- Hunigondiréhaa
- Isdhoo
- Kaadeddhoo
- Kaafaraataa
- Kaafénaa
- Kaalhéhutta
- Kaalhéhuttaa
- Kaashidhoo
- Kadahalagalaa
- Kadévaaréhaa
- Kalhaidhoo
- Kalhéfalaa
- Kalhehigillaa
- Kalhéhuttaa
- Kalhéréhaa
- Kanandhoo
- Kandeddhoo
- Kannigilla
- Kautihulhudhoo
- Kélaihuttaa
- Keraminthaa
- Kereddhoo
- Kéyhuvadhoo
- Kodaanahuttaa
- Kodédhoo
- Kodégalaa
- Koduhutigallaa
- Kodurataa
- Konontaa
- Kudhé-ehivakaa
- Kudhéhulheddhoo
- Kudhélifadhoo
- Kudhérataa
- Kudhukélaihuttaa
- Kurikeymaahuttaa
- Laihaa
- Lifadhoo
- Lonudhoo
- Lonudhoohuttaa
- Maadhoo
- Maaéhivakaa
- Maagodiréhaa
- Maahéraa
- Maahutigallaa
- Maarehaa
- Maavaarulaa
- Maaveddhoo
- Maguddhoo
- Mainaadhoo
- Mallaaréhaa
- Mariyankoyya Rataa
- Mathaidhoo
- Mathihuttaa
- Mathikera-nanahuththaa
- Meehunthibenehuttaa
- Menthandhoo
- Meragihuttaa
- Meyragilla
- Mudhimaahuttaa
- Odavarrehaa
- Oinigillaa
- Olhimuntaa
- Olhurataa
- Raabadaaféhéreehataa
- Rahadhoo
- Ralhéodagallaa
- Reddhahuttaa
- Rodhevarrehaa
- Thelehuttaa
- Thinehuttaa
- Ukurihuttaa
- Ulégalaa
- Vairéyaadhoo
- Vatavarrehaa
- Veraavillingillaa
- Villigalaa

### Gnaviyani(Gn) (Fuvammulah)

#### Îles habitées
- Fuvahmulah (capitale de Gnaviyani):

En prenant en considération la géographie de l'île, de même que sa taille et sa population, les 8 quartiers de Fuvahmulah sont officiellement reconnus comme des divisions administratives équivalentes aux îles dans les autres atolls. Ce sont Dhadimagu (en), Dhiguvaandu (en), Hoadhadu (en), Maadhadu (en), Miskiymagu (en), Funaadu (en), Maalegan (en), Dhoondigan (en). Pour chaque quartier, il y a un dirigeant ('Katheeb') responsable des affaires journalières, équivalent au dirigeant d'une responsable d'atoll. Selon la loi de décentralisation de 2010, un conseil insulaire doit être élu pour chaque partie de l'île. Il y avait auparavant un neuvième quartier nommé Dhashukubaa (en), qui fut fusionné avec Miskimmago.

### Seenu(Atoll Addu)

#### Îles habitées
- Hithadhoo (en) (capitale de Seenu et de la province de Dhekunu)
- Maradhoo (en)
- Maradhoo-Feydhoo (en) (partie de Maradhoo (en))
- Feydhoo (Seenu) (en)
- Hulhumeedhoo (en)

#### Îles non habitées et bancs de sable
- Aboohéra - (partie d'Hithadhoo (en))
- Boda Hajara
- Bodahéraganda
- Dhigihéra
- Dhiyarudi
- Fahikédéhéraganda
- Gan
- Gaukendi - (partie d'Hithadhoo (en))
- Geskalhahéra
- Gomahera
- Hankedé
- Hankedé Hajara
- Herathera
- Hikahera
- Ismehela Hera
- Kafathalhaa Héra
- Kabboahera
- Kandihera
- Kédévaahéra
- Koahera
- Kandihéréganda
- Koattay
- Maahera
- Maamendhoo -(partie d'Hithadhoo (en))
- Madihéra
- Mulikédé
- Odessau-boda - (partie d'Hithadhoo (en))
- Odessau-kudhu - (partie d'Hithadhoo (en))
- Rasgedhara - (partie d'Hithadhoo (en))
- Rujjehera - (partie d'Hithadhoo (en))
- Savaaheli
- Vashahéra
- Villingili
- Naanu